# Stefanie Powers
Stefanie Powers, nome d'arte di Stefania Zofia Federkiewicz (Hollywood, 2 novembre 1942), è un'attrice e giocatrice di polo statunitense.

## Biografia
Intrapresa la carriera artistica nel 1958, Stephanie Powers prese parte a numerosi film, tra i quali Giorni caldi a Palm Springs (1963), Una notte per morire (1965), e il western McLintock! (1963), accanto a John Wayne, oltre a diverse serie televisive, ma fu solo nel 1966 che riuscì a imporsi definitivamente. Entrò infatti nel cast della fortunata serie Organizzazione U.N.C.L.E., nella parte di April Dancer, restandovi fino al 1967.
Il successo le consentì di ottenere ruoli da protagonista sul grande schermo in grandi film, accanto alle maggiori star del cinema. Interpretò I magnifici sette cavalcano ancora (1972) con Lee Van Cleef, Herbie il Maggiolino sempre più matto (1974) con Helen Hayes, Amici e nemici (1979) con Roger Moore, David Niven e Claudia Cardinale. Contemporaneamente alternò ruoli in televisione, come nelle serie La donna bionica (1976) e L'uomo da sei milioni di dollari (1976).
La massima notorietà e la consacrazione come attrice giunsero nel 1979 quando interpretò con Robert Wagner il telefilm di culto Cuore e batticuore, nella parte di Jennifer Hart. Questo ruolo, interpretato fino al 1984, le valse cinque candidature ai Golden Globe e due agli Emmy Awards. Tornò poi nel medesimo ruolo in ben otto film TV trasmessi dal 1993 al 1996.
Nel 2001 interpretò un ruolo fisso nella soap opera Doctors. Nel 2003 esordì anche come cantante, pubblicando un album di classici del Great American Songbook. Seppur con meno intensità, ha continuato l'attività di attrice e negli ultimi anni ha interpretato alcuni film tra cui Jump! (2007), con Patrick Swayze e Un soldato, un amore (2010).
Dal 1992 ha una stella sulla Hollywood Walk of Fame di Hollywood Boulevard al n. 6.778. Recitò anche in alcuni musical, tra cui Follies, Sunset Boulevard e The King and I.

## Vita privata
Stefanie Powers fu sposata con l'attore Gary Lockwood dal 1966 al 1972. Il 1º aprile 1993 sposò Patrick Houitte de la Chesnais, da cui divorziò nel 1999.
Durante gli anni settanta fu sentimentalmente legata all'attore William Holden, con il quale si dedicò alla conservazione della fauna selvatica africana. Dopo la morte di Holden nel 1981, la Powers divenne presidente della William Holden Wildlife Foundation e direttore del Mount Kenya Game Ranch in Kenya. Negli Stati Uniti collabora con gli zoo di Cincinnati e di Atlanta, dedicando molto tempo alla causa e intervenendo come relatrice a eventi e manifestazioni internazionali per la conservazione della fauna selvatica.
Appassionata giocatrice di polo, la Powers è stata tra i primi membri stranieri della contea del Berkshire Polo Club nel Regno Unito, che annovera tra i soci il Principe di Galles. Nel 2005 ha disputato i campionati femminili nazionali del Regno Unito ad Ascot.

## Filmografia

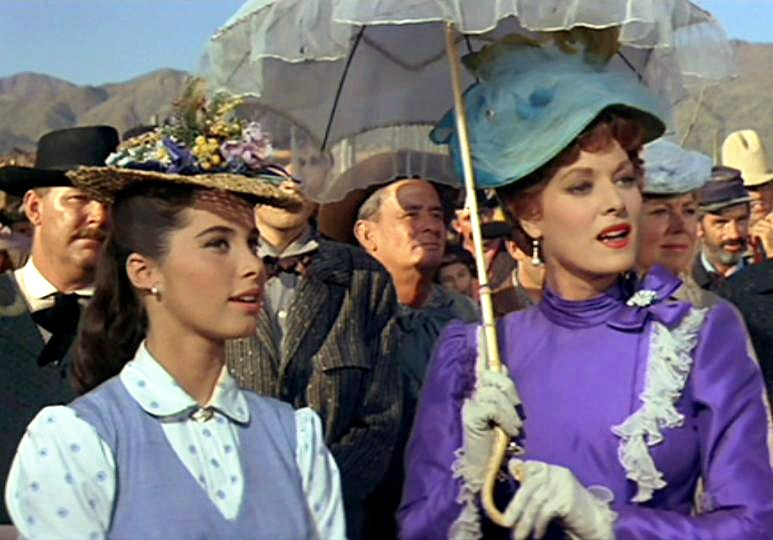
Stefanie Powers (a sinistra) con Maureen O'Hara nel film McLintock! (1963)

### Cinema
- Giovani iene (Like Father, Like Son), regia di Tom Laughlin (1961)
- Dimmi la verità (Tammy Tell Me True), regia di Harry Keller (1961)
- Operazione terrore (Experiment in Terror), regia di Blake Edwards (1962)
- La pelle che scotta (The Interns), regia di David Swift (1962)
- Una sposa per due (If a Man Answers), regia di Henry Levin (1962)
- Giorni caldi a Palm Springs (Palm Springs Weekend), regia di Norman Taurog (1963)
- McLintock!, regia di Andrew V. McLaglen (1963)
- Squadra d'emergenza (The New Interns), regia di John Rich (1964)
- Strani amori (Love Has Many Faces), regia di Alexander Singer (1965)
- Una notte per morire (Fanatic), regia di Silvio Narizzano (1965)
- I 9 di Dryfork City (Stagecoach), regia di Gordon Douglas (1966)
- Agente 4K2 chiede aiuto (Warning Shot), regia di Buzz Kulik (1967)
- Crescendo con... terrore (Crescendo), regia di Alan Gibson (1970)
- Boatniks - I marinai della domenica (The Boatniks), regia di Norman Tokar (1970)
- I magnifici sette cavalcano ancora (The Magnificent Seven Ride!), regia di George McCowan (1972)
- Herbie il Maggiolino sempre più matto (Herbie Rides Again), regia di Robert Stevenson (1974)
- Gone with the West , regia di Bernard Girard (1975)
- Quel che conta è il conto in banca (It Seemed Like a Good Idea at the Time), regia di John Trent (1975)
- The Astral Factor , regia di John Florea (1976)
- Amici e nemici (Escape to Athena), regia di George Pan Cosmatos (1979)
- Rabbit Fever , regia di Ian Denyer (2006)
- Jump!, regia di Joshua Sinclair (2007)

### Televisione
- The Case of the Dangerous Robin - serie TV, 1 episodio (1960)
- The Ann Sothern Show – serie TV, 1 episodio (1961)
- Lock Up – serie TV, episodio 2x25 (1961)
- Bat Masterson – serie TV, 1 episodio (1961)
- Vacation Playhouse – serie TV, episodio 1x06 (1963)
- Bonanza – serie TV, episodio 5x07 (1963)
- Route 66 – serie TV, 1 episodio (1963)
- Organizzazione U.N.C.L.E. (The Girl from U.N.C.L.E.) – serie TV, 29 episodi (1966-1967)
- Per favore non mangiate le margherite (Please Don't Eat the Daisies) – serie TV, 1 episodio (1967)
- Journey to the Unknown – serie TV, 1 episodio (1968)
- Lancer – serie TV, 2 episodi (1969)
- Love, American Style – serie TV, 5 episodi (1969-1972)
- Operazione ladro (It Takes a Thief) – serie TV, 1 episodio (1970)
- Medical Center – serie TV, 4 episodi (1970-1973)
- Dottor Simon Locke (Dr. Simon Locke) – serie TV, 2 episodi (1971)
- Five Desperate Women , regia di Ted Post – film TV (1971)
- Dolce, dolce Rachel (Sweet, Sweet Rachel), regia di Sutton Roley – film TV (1971)
- L'uomo di carta (Paper Man), regia di Walter Grauman – film TV (1971)
- Ellery Queen: Don't Look Behind You, regia di Barry Shear – film TV (1971)
- Uno sceriffo a New York (McCloud) – serie TV, 2 episodi (1971-1973)
- F.B.I. (The F.B.I.) – serie TV, 1 episodio (1972)
- Difesa a oltranza (Owen Marshall, Counselor at Law) – serie TV, 1 episodio (1972)
- Oltre il confine (Hardcase), regia di John Llewellyn Moxey – film TV (1972)
- Banacek – serie TV, 1 episodio (1972)
- Mod Squad, i ragazzi di Greer (The Mod Squad) – serie TV, 1 episodio (1972)
- Compagni di viaggio (No Place to Run), regia di Delbert Mann e John Badham – film TV (1972)
- Search – serie TV, 1 episodio (1972)
- I nuovi medici (The Bold Ones: The New Doctors) – serie TV, 1 episodio (1972)
- Sesto senso (The Sixth Sense) – serie TV, 2 episodi (1972)
- Cannon – serie TV, 4 episodi (1972-1974)
- Le strade di San Francisco (The Streets of San Francisco) – serie TV, episodi 1x05-4x03 (1972-1975)
- Topper Returns, regia di Hy Averback – film TV (1973)
- Barnaby Jones – serie TV, 1 episodio (1973)
- Marcus Welby (Marcus Welby, M.D.) – serie TV, 1 episodio (1973)
- Sparatoria a Dog Town (Shootout in a One-Dog Town), regia di Burt Kennedy – film TV (1974)
- Skyway to Death, regia di Gordon Hessler – film TV (1974)
- Manhunter, regia di Walter Grauman – film TV (1974)
- L'accusa è omicidio, Petrocelli (Night Games), regia di Don Taylor – film TV (1974)
- Kodiak – serie TV, 1 episodio (1974)
- Kung Fu – serie TV, 1 episodio (1974)
- McMillan e signora (McMillan & Wife) – serie TV, 2 episodi (1974-1977)
- Three for the Road – serie TV, 1 episodio (1975)
- Agenzia Rockford (The Rockford Files) – serie TV, 1 episodio (1975)
- Gli occhi del cielo (Sky Heist), regia di Lee H. Katzin – film TV (1975)
- Bert D'Angelo Superstar – serie TV, 1 episodio (1976)
- Return to Earth, regia di Jud Taylor – film TV (1976)
- L'uomo da sei milioni di dollari (The Six Million Dollar Man) – serie TV, 3 episodi (1976)
- La donna bionica (The Bionic Woman) – serie TV, 1 episodio (1976)
- The Man Inside, regia di Gerald Mayer – film TV (1976)
- The Feather and Father Gang – serie TV, 14 episodi (1976-1979)
- Never Con a Killer, regia di Buzz Kulik – film TV (1977)
- Washington a porte chiuse (Washington: Behind Closed Doors), regia di Gary Nelson – miniserie TV (1977)
- Nowhere to Run, regia di Richard Lang – film TV (1978)
- La confessione di Peter Reilly (A Death in Canaan), regia di Tony Richardson – film TV (1978)
- Cuore e batticuore (Hart to Hart) – serie TV, 111 episodi (1979-1984)
- Segreti di famiglia (Family Secrets), regia di Jack Hofssis – film TV (1984)
- La figlia di Mistral (Mistral's Daughter), regia di Kevin Connor e Douglas Hickox – miniserie TV (1984)
- Le signore di Hollywood (Hollywood Wives), regia di Robert Day – miniserie TV (1985)
- Inganni (Deceptions), regia di Robert Chenault e Melville Shavelson – miniserie TV (1985)
- Maggie, regia di Waris Hussein – film TV (1986)
- Per ordine della madre (At Mother's Request), regia di Michael Tuchner – miniserie TV (1987)
- Un'ombra sul sole (Beryl Markham: A Shadow on the Sun), regia di Tony Richardson – miniserie TV (1988)
- Vittima predestinata (She Was Marked for Murder), regia di Charles Thomson – film TV (1988)
- La vita dietro l'angolo (Love and Betrayal), regia di Richard Michaels – film TV (1989)
- When Will I Be Loved? , regia di Michael Tuchner – film TV (1990)
- Prova schiacciante (The Burden of Proof), regia di Mike Robe – miniserie TV (1992)
- In attesa dell'alba (Survive the Night), regia di Bill Corcoran – film TV (1992)
- Cuore e batticuore - Come ai vecchi tempi (Hart to Hart Returns), regia di Peter H. Hunt – film TV (1993)
- Cuore e batticuore - Un sogno da salvare (Hart to Hart: Home Is Where the Hart Is), regia di Peter H. Hunt – film TV (1994)
- Cuore e batticuore - Passioni sul palcoscenico (Hart to Hart: Crimes of the Hart), regia di Peter H. Hunt – film TV (1994)
- Cuore e batticuore - Gioco mortale (Hart to Hart: Old Friends Never Die), regia di Peter H. Hunt – film TV (1994)
- Good King Wenceslas, regia di Michael Tuchner – film TV (1994)
- Cybill – serie TV, 1 episodio (1995)
- Cuore e batticuore - I segreti del cuore (Hart to Hart: Secrets of the Hart), regia di Kevin Connor – film TV (1995)
- Women of the House – serie TV, 1 episodio (1995)
- Hart to Hart: Two Harts in 3/4 Time, regia di Michael Tuchner – film TV (1995)
- Hart to Hart: Harts in High Season, regia di Christian I. Nyby II – film TV (1996)
- Hart to Hart: Till Death Do Us Hart, regia di Tom Mankiewicz – film TV (1996)
- Qualcuno nel buio (Someone Is Watching), regia di Duoglas Jackson – film TV (2000)
- What About Joan – serie TV, 1 episodio (2001)
- Doctors – serie TV, 7 episodi (2001)
- Un soldato, un amore (Meet My Mom), regia di Harvey Frost – film TV (2010)
- A lezione con Wayne (Reading Writing & Romance), regia di Ernie Barbarash – film TV (2013)
- Un anello a primavera (Ring by Spring), regia di Kristoffer Tabori – film TV (2014)
- Un amore da favola (Love by the Book), regia di David S. Cass Sr. – film TV (2014)

## Riconoscimenti

### Hollywood Walk of Fame
- Stella per il suo contributo all'industria televisiva, (1992)

### Golden Globe
Nomination:
- Miglior attrice in una serie drammatica, per Cuore e batticuore (1980)
- Miglior attrice in una serie drammatica, per Cuore e batticuore (1981)
- Miglior attrice in una serie drammatica, per Cuore e batticuore (1982)
- Miglior attrice in una serie drammatica, per Cuore e batticuore (1983)
- Miglior attrice in una serie drammatica, per Cuore e batticuore (1984)

### Emmy Awards
Nomination:
- Miglior attrice protagonista in una serie drammatica, per Cuore e batticuore (1981)
- Miglior attrice protagonista in una serie drammatica, per Cuore e batticuore (1982)

### People's Choice Awards
Vinti:
- Miglior interpretazione in un programma-Tv, (1980)

## Doppiatrici italiane
Nelle versioni in italiano dei suoi film, Stefanie Powers è stata doppiata da:
- Alba Cardilli in Dolce, dolce Rachel, Cuore e batticuore (s.4-5), Cuore e batticuore - Come ai vecchi tempi, Cuore e batticuore - Un sogno da salvare, Cuore e batticuore - Passioni sul palcoscenico, Cuore e batticuore - Gioco mortale, Cuore e batticuore - I segreti del cuore
- Rita Savagnone in Una sposa per due, Giorni caldi a Palm Springs, McLintock!, Boatniks - I marinai della domenica, Le strade di San Francisco
- Maria Pia Di Meo in I 9 di Dryfork City, Crescendo con... terrore, Le signore di Hollywood, Un amore da favola
- Angiola Baggi in Inganni, Un'ombra sul sole, Prova schiacciante
- Flaminia Jandolo in Operazione terrore, Agente 4K2 chiede aiuto
- Lorenza Biella in Compagni di viaggio, Un soldato, un amore
- Melina Martello in Agenzia Rockford, Qualcuno nel buio
- Fiorella Betti in Una notte per morire
- Vittoria Febbi in Herbie il Maggiolino sempre più matto
- Livia Giampalmo in Cuore e batticuore (s.1-3)
- Rossella Izzo in La figlia di Mistral
- Silvia Monelli in Per ordine della madre
- Fabrizia Castagnoli in Vittima predestinata
- Rosetta Salata in La vita dietro l'angolo
- Aurora Cancian in Un anello a primavera